# 島尻安伊子
島尻安伊子（しまじり あいこ，1965年4月8日—），日本政治家，自由民主黨黨員。出身於宮城縣仙台市，在沖繩縣從政，共當選2屆日本參議院議員，在自民黨內屬於平成研究會（額賀派），曾經擔任那覇市議會議員（2期）。

## 經歷
2015年成為第三次安倍改造內閣的內閣府特命擔當大臣（沖繩及北方對策擔當）。
2016年第三次代表自民黨參選，但是參議員落選而於2016年8月卸任。
2019年出馬參選同年4月沖繩縣第3區補選，並獲得公明黨和日本維新會支持，並於同年3月成為候選人，但是最後以1萬多張差距敗選，也失去重返國會的機會。

## 政策
- 支持修改日本憲法。[6]
- 支持日本核電廠，反對退出核電廠。[6]
- 日本核武問題，「不能留到以後再討論」。[6]
- 支持傳統家庭制度，反對夫妻不同姓，而大多數人不贊成夫妻不同姓。

## 所属團體・議員連盟
- 自民黨煙草特別委員會（副委員長）[1]
- 速やかな政策実現を求める有志議員の会
- たばこと健康を考える議員連盟
- TPP交渉における国益を守り抜く会
- 大家一起参拜靖国神社国会议员会

## 個人
- 丈夫為民主党沖繩縣代表島尻昇[7]。共育有3男1女。

## 外部連結
- 参議院議員島尻安伊子（しまじりあいこ）オフィシャルサイト （页面存档备份，存于）
- 島尻安伊子的Facebook專頁
- 島尻あい子（しまじりあいこ）的X（前Twitter）
- YouTube上的島尻安伊子頻道

| 議會席位                                                                     | 議會席位                                                                                          | 議會席位                                                                |
| ---------------------------------------------------------------------------- | ------------------------------------------------------------------------------------------------- | ----------------------------------------------------------------------- |
| 前任： 佐藤信秋                                                              | 參議院環境委員長 2014年 - 2015年                                                                  | 繼任： 磯崎仁彦                                                         |
| 官衔                                                                         |                                                                                                   |                                                                         |
| 前任： 山口俊一                                                              | 特命擔當大臣（沖繩及北方對策） 第23代：2015年—2016年                                              | 繼任： 鶴保庸介                                                         |
| 前任： 山口俊一                                                              | 特命擔當大臣（科學技術政策） 第24代：2015年—2016年                                                | 繼任： 鶴保庸介                                                         |
| 前任： 山口俊一                                                              | 特命擔當大臣（宇宙政策） 第6代：2015年—2016年                                                     | 繼任： 鶴保庸介                                                         |
| 前任： 加賀谷健 郡和子 金子惠美 稻見哲男 岸本周平 大野元裕 本多平直 高山智司 | 內閣府大臣政務官 山際大志郎、北村茂男、龜岡偉民 與平將明、秋野公造一起 2012年 - 2013年            | 繼任： 小泉進次郎 龜岡偉民 福岡資麿 伊藤忠彥 松本文明 磯崎仁彥 浮島智子 |
| 前任： 加賀谷健 郡和子 金子惠美 橋本清仁                                     | 復興大臣政務官 與龜岡偉民、長島忠美、德田毅一起 →與龜岡偉民、長島忠美、坂井学一起 2012年 - 2013年 | 繼任： 福岡資麿 小泉進次郎 坂井學 岩井茂樹 山本朋廣                     |